# Synagoga w Pniewach
Synagoga w Pniewach – synagoga znajdująca się w Pniewach przy ulicy Adama Mickiewicza 14.
Synagoga została zbudowana w latach 1912–1913, według projektu Alfreda Grottego. Podczas II wojny światowej hitlerowcy zdewastowali synagogę. Po zakończeniu wojny budynek przebudowano na kino, częściowo zacierając jego architekturę i dobudowując do ściany frontowej dwukondygnacyjną przybudówkę, zasłaniającą fasadę, zostawiając widoczny tylko szczyt. Budynek następnie stał opuszczony, a obecnie spełnia funkcję handlową.
Murowany, orientowany budynek synagogi wzniesiono na planie prostokąta. Od strony wschodniej zachowała się niewielka półkolista apsyda mieszcząca kiedyś wnękę na Aron ha-kodesz. Wszystkie pierwotne otwory okienne zamurowano.